# Mohamed Lamine Fofana
Pour les articles homonymes, voir Fofana.
Mohamed Lamine Fofana, né en 1949 à Kankan (Guinée), est un ingénieur minier, un géophysicien, un économiste et un homme politique guinéen.
Il a été conseiller économique du premier ministre de la République de la Guinée de 2004 à 2011 avant d’être ministre des Mines et de la Géologie de 2011 à 2014. Il est associé et cofondateur de DARE Africa Consulting.

## Biographie et études
Diplômé de l’Institut polytechnique de l'université Gamal Abdel Nasser de Conakry en géologie et de l'Institut national des hydrocarbures en Algérie en géophysique pétrolière. Il est également titulaire de certificats en gestion des entreprises, gestion pétrolière, finances et économie de l'université de Santa Clara en Californie ainsi que d’un centre de formation spécialisée de Mobil à Dallas au Texas.

## Parcours professionnel
En 1976, Mohamed Lamine Fofana commence sa carrière en Libye, sur le champ pétrolifère Sarir field (en) de l'Arabian Gulf Oil Company. Par la suite, il occupe des postes à responsabilités croissantes dans le secteur pétrolier en République de Guinée.
Entre 1987 à 1989 chez Pétroconsultant, il fait la promotion du secteur pétrolier guinéen dans différents pays, et ce, auprès de sociétés d’envergure internationale comme Enterprise Oil, Shell International, Total-CFP, Deminex, DEA-Deutsch, Texaco, Petrofina et Repsol Exploration.
En 1990, il rejoint la Société guinéenne d'électricité (SOGEL) en tant que directeur commercial adjoint. À ce titre, il prend en charge la gestion des grands comptes clients ainsi que les relations avec le gouvernement et les institutions internationales.
En janvier 1993, il dirige le projet d’assistance à la réforme économique de la Guinée au sein de l’Agence américaine pour le développement international (USAID). Il contribue à la réforme de la Banque centrale de la république de Guinée, des ministères du plan, des finances et de l’agriculture, et participe à la mise en œuvre de plans de réforme et de développement économique pour un montant total de 78,8 millions de dollars US. Toujours à l’USAID, il occupe par la suite et successivement les postes de directeur de Projet d’Investissement et Commercialisation agricole, directeur du Fonds de garantie pour la commercialisation agricole, directeur de programme de micro-finance, et enfin directeur adjoint du Projet de Gestion des ressources naturelles et de l’agriculture.

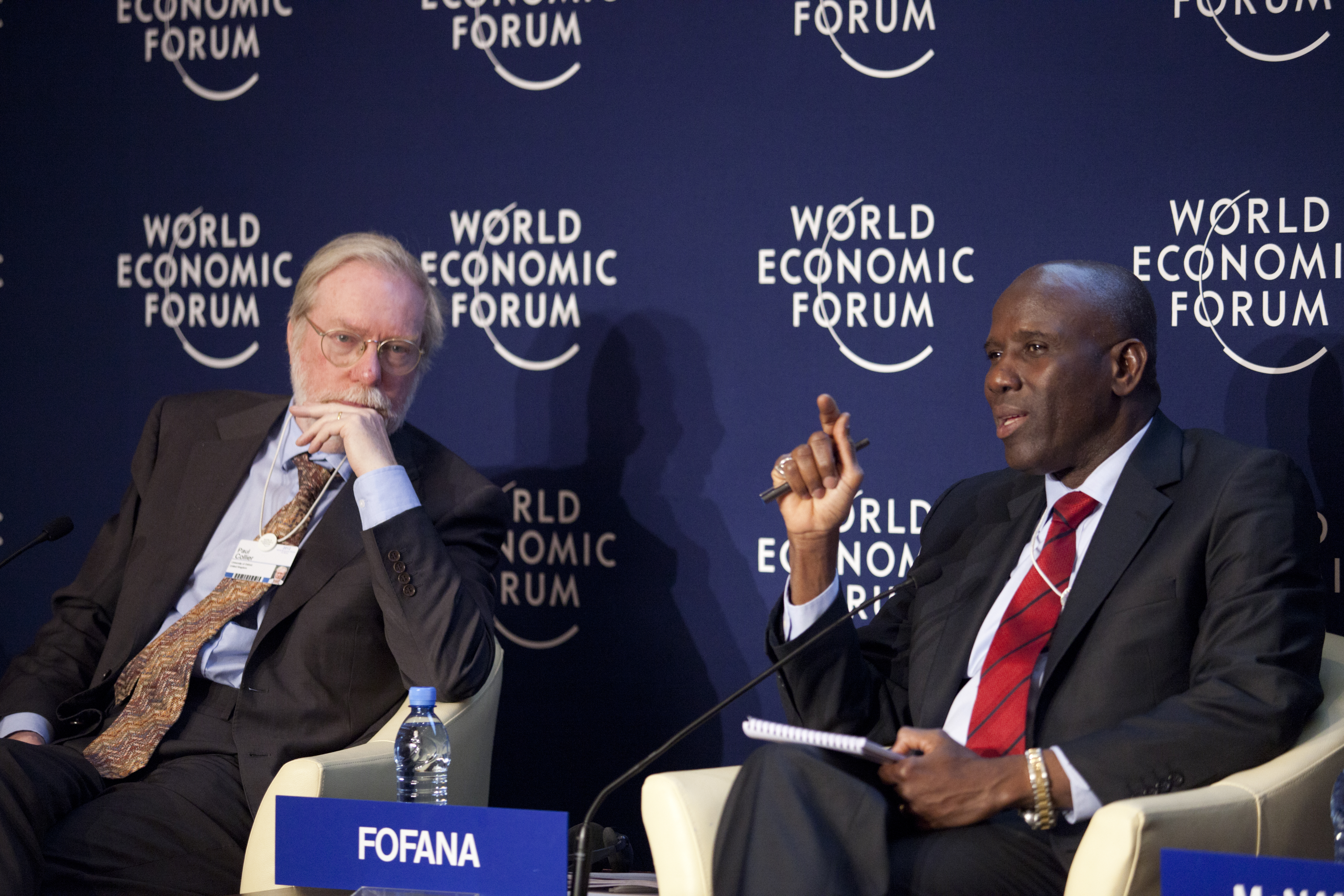
Paul Collier et Mohamed Lamine Fofana au Forum économique mondial sur l'Afrique 2012

Après treize années à l’USAID, il est nommé, en 2004, conseiller économique du premier ministre guinéen pour les dossiers liés aux mines et à la géologie pendant plus de sept ans.
Le 6 janvier 2011, le président Alpha Condé le nomme ministre des Mines et de la Géologie. Il procède à la réforme complète de son ministère en élaborant un nouveau code minier, la refonte du cadastre minier et à la signature de nombreuses ententes d’exploration et d’exploitation minière avec de grandes sociétés internationales. Parallèlement, il entreprend un rapprochement avec la Chine qui a un grand besoin de matières premières afin d’attirer des investissements chinois en Guinée.